# Communauté de communes de Gérardmer-Monts et Vallées
Die Communauté de communes de Gérardmer-Monts et Vallées ist ein ehemaliger französischer Gemeindeverband mit der Rechtsform einer Communauté de communes im Département Vosges in der Region Grand Est. Der Gemeindeverband wurde am 23. Dezember 2003 gegründet und umfasste neun Gemeinden. Der Verwaltungssitz befand sich im Ort Gérardmer.
Bis zum Jahr 2014 nannte sich der Gemeindeverband Communauté de communes des Lacs et des Hauts Rupts. Dann wurde er nach Eingliederung weiterer Gemeinden auf die aktuelle Bezeichnung umbenannt.
Mit Wirkung vom 1. Januar 2017 fusionierte der Gemeindeverband mit der Communauté de communes de la Haute Moselotte und der Communauté de communes Terre de Granite und bildete so die Nachfolgeorganisation Communauté de communes des Hautes Vosges.

## Ehemalige Mitgliedsgemeinden
1. Champdray
2. Gérardmer
3. Granges-Aumontzey
4. Liézey
5. Rehaupal
6. Tendon
7. Le Tholy
8. Le Valtin
9. Xonrupt-Longemer